# Mercedes (Kostaryka)
Mercedes – miasto w Kostaryce; w prowincji Heredia; 28 900 mieszkańców (2006). Przemysł spożywczy, włókienniczy.

## Transport

### Transport drogowy
Przez Mercedes przebiegają następujące drogi krajowe:
- Droga krajowa nr 3
- Droga krajowa nr 111
- Droga krajowa nr 126